# Desplazamiento cuadrático medio

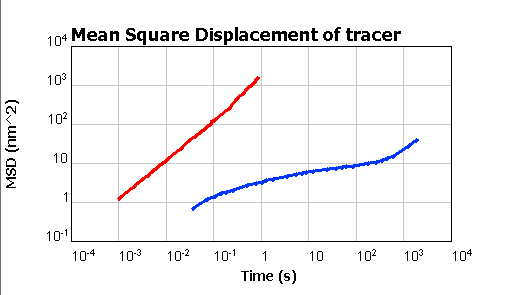
Desplazamiento cuadrático medio de trazadores micrométricos en un fluido puramente viscoso y en un fluido viscoelástico.

En mecánica estadística, el desplazamiento cuadrático medio (MSD, por sus siglas en inglés) es la medida más común de la difusión de partículas con movimiento aleatorio; se puede visualizar como la cantidad de un sistema «explorado» por un caminante que sigue un recorrido aleatorio. Aparece prominentemente en el factor de Debye-Waller, que describe vibraciones dentro del estado sólido, y en la ecuación de Langevin para caracterizar la difusión de una  partícula browniana.

## Derivación del MSD para una partícula Browniana en 1D
La función de densidad de probabilidad (PDF) para una partícula en una dimensión se encuentra usando la solución de la ecuación de difusión unidimensional que implica que la densidad de probabilidad de la posición se dispersa con el tiempo. Einstein utilizó este método para describir las partículas brownianas. La ecuación de Langevin es otro método para describir el movimiento browniano.
{\displaystyle {\frac {\partial p(x,t\mid x_{0})}{\partial t}}=D{\frac {\partial ^{2}p(x,t\mid x_{0})}{\partial x^{2}}},}
dada la condición inicial {\displaystyle p(x_{0},t={0}\mid x_{0})=\delta (x-x_{0})} ; dónde  {\displaystyle x(t)}  es la posición de la partícula a un tiempo dado, {\displaystyle x_{0}}  es la posición inicial de la partícula, y  {\displaystyle D} es el coeficiente de difusión con unidades en el S.I  {\displaystyle m^{2}s^{-1}} (una medida indirecta de la velocidad de la partícula). La barra en el argumento de la probabilidad instantánea denota la probabilidad condicionada. La ecuación de difusión afirma que la rapidez de la probabilidad de encontrar la partícula en {\displaystyle x(t)} es dependiente de la posición. 
Se puede mostrar que la función de densidad de probabilidad en una dimensión es
{\displaystyle P(x,t)={\frac {1}{\sqrt {4\pi Dt}}}\exp \left(-{\frac {(x-x_{0})^{2}}{4Dt}}\right).}
Esto quiere decir que la probabilidad de encontrar la partícula en {\displaystyle x(t)} sigue una distribución gaussiana, con un ancho dependiente del tiempo. Más específicamente la anchura a media altura (FWHM) es proporcional a la raíz cuadrada del tiempo
{\displaystyle {\rm {{FWHM}\sim {\sqrt {t}}.}}}
Utilizando la función de densidad de probabilidad,  es posible derivar la media de una función dada, {\displaystyle L}, en el tiempo :{\displaystyle t}
{\displaystyle \langle L(t)\rangle \equiv \int _{-\infty }^{\infty }L(x,t)P(x,t)dx,}
donde la media está tomada sobre todo el espacio.
El desplazamiento cuadrático medio está definido como
{\displaystyle {\rm {{MSD}\equiv \langle \left(x(t)-x_{0}\right)^{2}\rangle ,}}}
expandiendo el promedio tenemos: 
{\displaystyle \langle \left(x-x_{0}\right)^{2}\rangle =\langle x^{2}\rangle +x_{0}^{2}-2x_{0}\langle x\rangle ,}
eliminando la notación de dependencia explícita del tiempo por simplicidad. Existen dos modos de calcular el MSD:
1. calcular explícitamente {\displaystyle \langle x^{2}\rangle } y {\displaystyle \langle x\rangle } y entonces usar la definición del MSD;
2. hallar la función generadora de momentos, una función extremadamente útil y generalpara tratar con densidades de probabilidad. La función generadora de momentos describe el {\displaystyle k}-ésimo momento de la función de densidad de probabilidad. El primer momento del desplazamiento de la densidad de probabilidad mostrado arriba es sencillamente el promedio: {\displaystyle \langle x\rangle }. El segundo momento está dado por {\displaystyle \langle x^{2}\rangle }.

En el segundo método, para determinar la función que genera momento es conveniente introducir la función característica:
{\displaystyle G(k)=\langle e^{ikx}\rangle \equiv \int _{I}e^{ikx}P(x,t|x_{0})dx,}
se puede expandir la exponencial en la ecuación anterior para obtener: 
{\displaystyle G(k)=\sum _{m=0}^{\infty }{\frac {(ik)^{m}}{m!}}\mu _{m}.}
Tomando el logaritmo natural de la función característica, se llega a una función nueva
{\displaystyle \ln(G(k))=\sum _{m=1}^{\infty }{\frac {(ik)^{m}}{m!}}\kappa _{m},}
dónde {\displaystyle \kappa _{m}} es el {\displaystyle m}- ésimo cumulante de {\displaystyle x}. Los primeros dos cumulantes están relacionado con los primeros dos momentos, {\displaystyle \mu } , vía {\displaystyle \kappa _{1}=\mu _{1};} y {\displaystyle \kappa _{2}=\mu _{2}-\mu _{1}^{2},}donde el segundo cumulante es la varianza, {\displaystyle \sigma ^{2}}. Con estas definiciones uno puede investigar los momentos de la función de densidad de probabilidad de una partícula browniana,
{\displaystyle G(k)={\frac {1}{\sqrt {4\pi Dt}}}\int _{I}\exp(ikx)\exp \left(-{\frac {(x-x_{0})^{2}}{4Dt}}\right)dx;}
completando el cuadrado y conociendo el área total bajo una Gaussiana se obtiene:
{\displaystyle G(k)=\exp(ikx_{0}-k^{2}Dt).}
Tomando el logaritmo natural, y comparando los exponentes del {\displaystyle ik}  con la función generadora de cumulantes, el primer cumulante es
{\displaystyle \kappa _{1}=x_{0},}
lo que simplemente quiere decir la posición promedio es el centro Gaussiano. El segundo cumulante es
{\displaystyle \kappa _{2}=2Dt,}
El factor 2 proviene del factorial en el denominador de función generadora de cumulantes. Este segundo cumulante permite calcular el segundo momento:
{\displaystyle \mu _{2}=\kappa _{2}+\mu _{1}^{2}=2Dt+x_{0}^{2}.}
combinando los resultados para primer y el segundo momento, se llega a la expresión para el MSD:
{\displaystyle \langle \left(x(t)-x_{0}\right)^{2}\rangle =2Dt.}
- Datos: Q1565055